# Нанобактерії

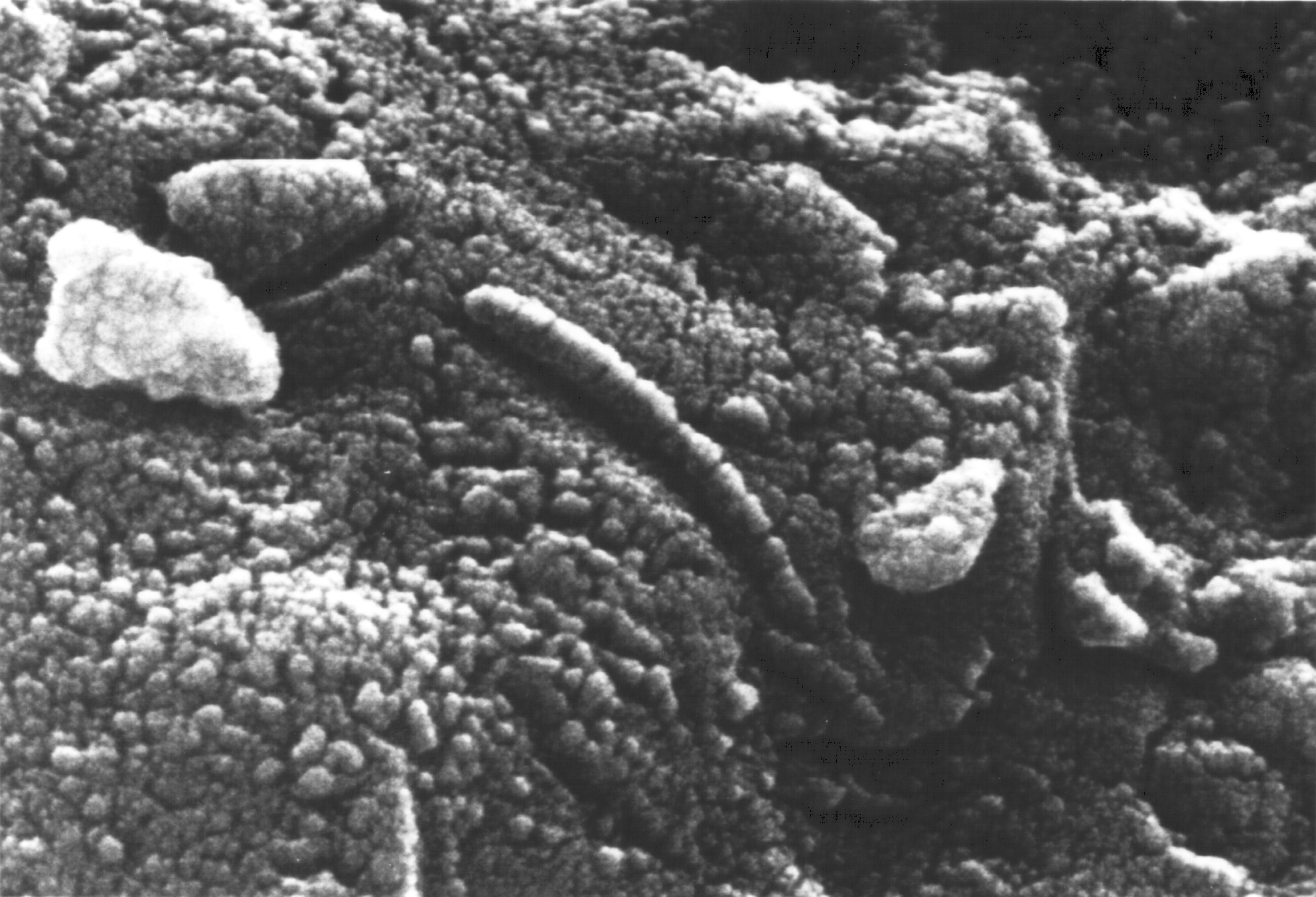
Структури, знайдені на фрагменті метеорита ALH84001

Історично термін нанобактерії вживався на позначення білково-неорганічних комплексів діаметром від 30 до 200 нм, тобто менше за загальноприйняту нижню межу розміру живої клітини (близько 200 нм). Цей розмір був отриманий теоретично у 1996 році, як мінімальний розмір клітини, яка може містити всі необхідні для її життєдіяльності внутрішні структури.
Ствердження про те, що нанобактерії є живими організмами, здатними до розмноження, все ще спірні .На осінь 2012 року, існують переконливі свідчення того, що нанобактерії насправді не є живими .  Якщо вони живі, вони можуть бути новою формою життя, а не бактеріями. Замість терміну «нанобактерії» інколи використовується термін «кальцифікуючі наночастинки» (англ. calcifying nanoparticles, CNPs), щоб характеризувати цю структуру незалежно від її живого походження. Не слід плутати нанобактерій з нанобами, які є ще однією схожою структурою, але зв'язок між ними та нанобактеріями ніколи не було показано.

## Історія вивчення
Вивчення нанобактерій почалося у 1981 році, коли Торелла і Морита описали дуже маленькі клітини, які вони назвали ультрамікробактеріями . Вони були визначені як маленькі об'єкти (до 300 нм), у 1982 році Мак-Донел і Худ знайшли, що вони є мембранними струкрурами, деякі з яких можуть бути значно менше 200 нм .
У 1989 році геолог Роберт Р. Фолк знайшов те, що він пізніше ідентифікував як нанобактерії, в зразках травертину гарячих джерел біля міста Вітербо, Італія. Спочатку, шукаючи бактерійні механізми відкладення цього мінералу, він проаналізував зразки мінералу під скануючим електронним мікроскопом, і хоча бактерії не були виявлені, він виявив надзвичайно маленькі об'єкти, які, здається, були біологічними. Його перший усний виступ на конференції Геологічного товариства США у 1992 році «привів до зкам'янілого мовчання» . Він запропонував, що нанобактерії — головні агенти утворення багатьох мінералів на Землі, які формуються у рідкій воді, вони також викликають окислення більшості металів, і дуже поширені в багатьох біологічних зразках.